# لاميون مسكي
لاميون مسكي (الاسم العلمي: Lamium moschatum) هو نوع من النباتات يتبع جنس اللاميون من الفصيلة الشفوية.